# Lijst van plaatsen in het graafschap Oxfordshire
Dit is een lijst van alle nederzettingen in het Engelse graafschap Oxfordshire. Vetgedrukte nederzettingen hebben stadsrechten, schuingedrukte plaatsen behoorden tot 1974 bij het aangrenzende graafschap Berkshire.

## A
- Abingdon
- Alchester
- Alkerton
- Ambrosden
- Appleford-on-Thames
- Appleton
- Arncott
- Ascott-under-Wychwood
- Aston
- Aston Tirrold

## B
- Bainton
- Banbury
- Barton
- Berrick Salome
- Besselsleigh
- Binsey
- Bicester
- Binfield Heath
- Blackbird Leys
- Bloxham
- Boars Hill
- Botley
- Bretch Hill
- Brightwell Baldwin
- Brightwell-cum-Sotwell
- Britwell Salome
- Brize Norton
- Broadwell
- Broughton
- Bucknell
- Burford

## C
- Caldecott
- Calthorpe
- Cane End
- Carterton
- Chadlington
- Charlbury
- Chazey Heath
- Chipping Norton
- Chislehampton
- Cholsey
- Chimney
- Christmas Common
- Churchill
- Combe
- Cornwell
- Cote
- Cothill
- Cowley
- Cray's Pond
- Cropredy
- Crowmarsh Gifford
- Cuddesdon
- Culham
- Cutteslowe
- Cumnor
- Cumnor Hill
- Cuxham

## D
- Deddington
- Didcot
- Dorchester-on-Thames
- Drayton
- Dry Sandford
- Dunsden Green
- Duns Tew

## E
- Eaton
- Enstone
- Ewelme
- Eynsham

## F
- Faringdon
- Farmoor
- Fawler near Charlbury
- Fawler
- Finstock
- Foxcombe Hill
- Frilford
- Fyfield

## G
- Gallowstree Common
- Garford
- Garsington
- Goring Heath
- Goring-on-Thames
- Gosford
- Grandpont
- Great Haseley
- Great Milton
- Great Rollright
- Great Tew

## H
- Hampton Poyle
- Headington
- Headington Hill
- Henley-on-Thames
- Henwood
- Hook Norton
- Horley
- Horspath
- Horton-cum-Studley

## I
- Iffley

## J
- Jericho

## K
- Kelmscott
- Kennington
- Kidlington
- Kidmore End
- Kingham
- Kingston Bagpuize

## L
- Lamborough Hill
- Langley
- Leafield
- Little Rollright
- Little Tew
- Littlemore
- Long Hanborough
- Lower Shiplake

## M
- Mapledurham
- Marcham
- Marston
- Middleton Stoney
- Milton
- Milton-under-Wychwood
- Minster Lovell

## N
- Neithrop
- New Headington
- New Hinksey
- New Marston
- Nettlebed
- Noke
- North Hinksey
- North Oxford
- Nuffield
- Nuneham Courtenay

## O
- Old Marston
- Oxford

## P
- Play Hatch

## R
- Rose Hill
- Rousham House

## S
- Sandford-on-Thames
- Sandford St Martin
- Shifford
- Shillingford
- Shilton
- Shiplake
- Shipton-under-Wychwood
- Shrivenham
- Shutford
- Sibford
- Sonning Common
- Sonning Eye
- South Hinksey
- South Stoke
- Stadhampton
- Standlake
- Stanford in the Vale
- Stanton Harcourt
- Steeple Aston
- Steeple Barton
- Sutton Courtenay
- Swalcliffe
- Swinbrook
- Swinford

## T
- Tackley
- Temple Cowley
- Tetsworth
- Thame
- Thrupp
- Toot Baldon
- Towersey
- Trench Green

## U
- Uffington
- Upper Heyford
- Upperton

## W
- Wallingford
- Wantage
- Warborough
- Water Eaton
- Waterperry
- Watlington
- Westcote Barton
- Weston-on-the-Green
- Wheatley
- Whitchurch Hill
- Whitchurch-upon-Thames
- Witney
- Wolvercote
- Woodeaton
- Woodcote
- Woodstock
- Wootton
- Wytham

## Y
- Yarnton